# Christiane Seidel
Pour les articles homonymes, voir Seidel.
Christiane Seidel est une actrice américaine, née le 3 avril 1988 à Wichita Falls (Texas).

## Biographie
Christiane Julie Louise Seidel étudié au Lee Strasberg Theatre and Film Institute de New York.

## Filmographie partielle

### Cinéma
- 2022 : La Route de l'enfer (Paradise Highway) d'Anna Cutto : Claire

### Télévision
Séries télévisées
- 2010 : New York, unité spéciale (saison 12, épisode 1) : Darla Pennington
- 2011-2014 : Boardwalk Empire
- 2017 : Godless : Martha Bischoff
- 2019 : Fosse/Verdon (mini-série)
- 2020 : Le Jeu de la Dame (The Queen's Gambit) (mini-série)